# Oenanthe gymnorrhiza
Oenanthe gymnorrhiza är en flockblommig växtart som beskrevs av Giovanni de Brignoli di Brunnhoff. Oenanthe gymnorrhiza ingår i släktet stäkror, och familjen flockblommiga växter. Inga underarter finns listade i Catalogue of Life.